# 1885 w polityce

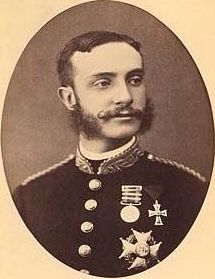
Alfons XII Burbon

Wydarzenia polityczne w 1885 roku.

## Urodzili się
- 19 sierpnia Julian Chorążycki, lekarz, organizator przygotowań do powstania w obozie w Treblince[1][2].
- 19 listopada Kazimierz Sosnkowski, polski generał i polityk[3].

## Zmarli
- 10 kwietnia Józef Mycielski, powstaniec listopadowy[4].
- 3 maja Aleksander Karadziordziewić, książę Serbii[5].
- Mahdi, przywódca islamskiego powstania w Sudanie[6].
- 23 lipca Ulysses Grant, generał z czasów wojny secesyjnej, prezydent Stanów Zjednoczonych[7][8].
- 28 lipca Moses Montefiore, żydowski filantrop[9].
- 25 listopada Alfons XII Burbon, król Hiszpanii[10].